# Ulpia Marciana

Aureus mit Porträt der Marciana

Ulpia Marciana (* vor 50; † 29. August 112) war die ältere Schwester des römischen Kaisers Trajan.
Marciana wurde vor 50 n. Chr. als Tochter des römischen Senators Marcus Ulpius Traianus und wohl der Marcia geboren. Ihr Geburtsort ist unbekannt. Sie wurde mit Gaius Salonius Matidius Patriunus vermählt. Ihr einziges Kind war ihre Tochter Salonia Matidia. Nach dem Tod ihres Ehemanns im Jahr 78 heiratete sie nicht mehr.
Nach dem Jahr 105 zeichnete Trajan sie mit dem Titel Augusta aus. Sie war die erste Schwester eines römischen Kaisers, die diesen Titel erhielt. Zuerst weigerte sich Marciana, den Titel anzunehmen. Nachdem ihre Schwägerin, die Kaiserin Pompeia Plotina, darauf bestand, stimmte sie jedoch zu. Daraufhin wurde sie Teil der offiziellen kaiserlichen Ikonographie. Eine Statue von ihr wurde zusammen mit denen Trajans und Plotinas auf dem Trajansbogen in Ancona errichtet.
Noch an ihrem Todestag, dem 29. August 112 n. Chr., wurde sie divinisiert. Zu ihren Ehren wurde ein Tempel in Rom errichtet. Außerdem benannte Trajan zwei Städte nach ihr, Marcianopolis und Colonia Marciana Traiana Thamugadi.